# Marco Caudana
Marco Caudana (12 giugno 1982) è un judoka italiano.

## Biografia
È cresciuto nell'Akiyama Settimo e poi è passato alle Fiamme Azzurre.
Si è messo in mostra a livello giovanile agli europei under 20 di Budapest 2001 nel torneo dei 60 kg.
Ha fatto parte della spedizione italiana ai Giochi del Mediterraneo di Almería 2005, dove ha vinto la medaglia di bronzo nella categoria dei -60 kg.
È stato per tre volte campione italiano: a Pesaro 2006 e Genova 2005 nei 60 kg e a Novara 2011 nei 66 kg.
Nel 2016 ha pubblicato il libro Il piccolo grande libro del judo.

## Palmarès
- Giochi del Mediterraneo

Almería 2005: bronzo nei -60 kg;
- Campionati italiani

Ostia 2001: bronzo nei 60 kg;
Genova 2005: oro nei 60 kg;
Pesaro 2006: oro nei 60 kg;
Monza 2007: argento nei 60 kg;
Genova 2008: bronzo nei 60 kg;
Palamilone 2009: argento nei 60 kg;
Ravenna 2010: bronzo nei 66 kg;
Novara 2011: oro nei 66 kg;

## Pubblicazioni
- Marco Caudana, Il piccolo grande libro del judo, SGI, 2016, ISBN 978-8894223309.